# Red Deer, Alberta
Red Deer là một thành phố nhỏ nằm ở trung tâm của tỉnh bang Alberta, Canada, và gần như nằm ngay giữa Calgary và Edmonton. Dân số (2004) vào khoảng 76.000 người và tính theo dân số là thành phố lớn thứ ba của Alberta. Nghị sĩ hiện tại của Red Deer là Bob Mills.